# Monte Sereno
Monte Sereno è una città degli Stati Uniti d'America situata nella Contea di Santa Clara, nello Stato della California.